# Cardenillo
El cardenillo, verdín
verdete o verdigrís es una pátina de color azul verde semisaturado similar al turquesa que se forma sobre superficies de cobre o de alguna de sus aleaciones, como bronce o latón.
Esta pátina suele ser una mezcla de acetatos de cobre, principalmente acetato de cobre (II), Cu(CH3COO)2, con óxidos e hidróxidos de cobre.
Otras pátinas similares que también son llamadas en ocasiones «cardenillos» corresponden a carbonatos, mayoritariamente carbonato de cobre (II), también conocido como «carbonato básico de cobre». Sin embargo, el Diccionario de la lengua española de la Real Academia Española no recoge esta acepción de carbonatos.

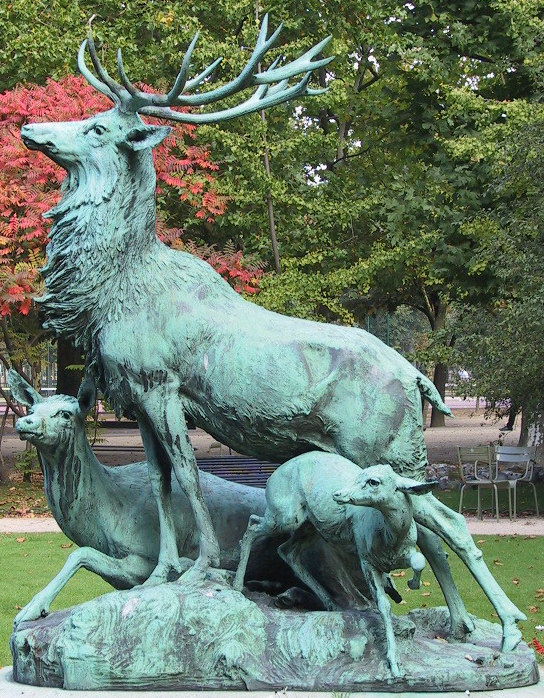
Estatua de bronce recubierta con cardenillo.

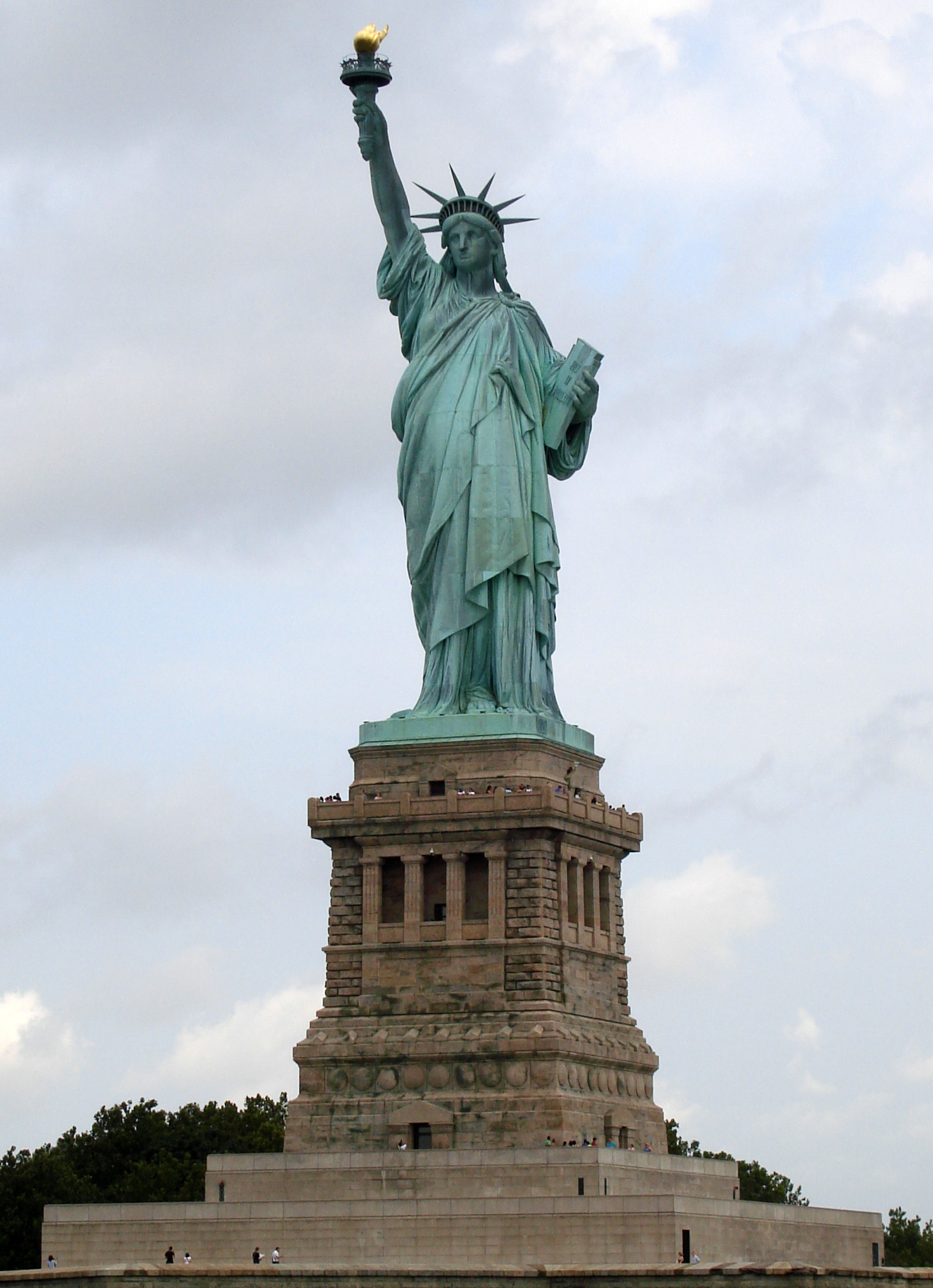
La Estatua de la Libertad está cubierta por una superficie de cardenillo. En los primeros años, la obra se veía de color bronce (como el oro).

## Propiedades químicas
El acetato de cobre (II) en las pátinas habitualmente es el producto de la acción del ácido acético sobre cobre, latón o bronce, especialmente sobre óxidos de cobre que aparecen por la corrosión de la superficie. El cobre, en presencia de luz y aire, puede oxidarse formando un óxido de cobre (II), estable y de color marrón.
El acetato de cobre (II) es soluble en alcohol y agua, y ligeramente soluble en éter y glicerol. Funde a 115 °C y se evapora a 240 °C. Puede ser preparado por reacción entre óxido de cobre(II), CuO, o carbonato de cobre (II), CuCO3, con ácido acético, CH3COOH y con óxidos de cobre.
2 CH3COOH + CuO → Cu(CH3COO)2 + H2O

## Propiedades biológicas
El cardenillo es venenoso y también ha sido usado en medicina y como fungicida.

## El cardenillo como color
El color cardenillo tiene como sinónimos a verdín, verdete, orín de cobre y color xistón, mientras que verdigrís es un término foráneo que viene del inglés verdigris, que a su vez deriva del francés antiguo verte-grez que significa "verde [de] agrio".
Este color es similar al turquesa, y como tal presenta una luminosidad intermedia entre el azul verde y el cian, y su saturación es media (agrisado).

## Aplicación en la pintura
En pintura se utilizan soluciones de cardenillo ―acetato de cobre (II)― hidratado. Es un pigmento soluble que requiere una preparación especial, una cuidadosa aplicación y una inmediata impermeabilización con barniz para evitar la rápida descoloración (pero no en el caso de la pintura al óleo).
El color vivo del cardenillo lo convierte en un pigmento muy común. Hasta el siglo XIX, el cardenillo fue el pigmento verde más «vibrante» disponible y frecuentemente usado en el arte. 
El cardenillo es muy luminoso en la pintura al óleo, como muestran numerosas obras del siglo XV. Sin embargo, su luminosidad y resistencia al aire es muy baja en otros medios. El cobre resinado, hecho de verdigrís, no es muy luminoso, aún en la pintura al óleo. En presencia de luz y aire, el verde de cobre resinado se convierte en un estable óxido de cobre marrón. Esta degradación es la culpable del color marrón o bronce del pasto o follaje en muchas pinturas antiguas, aunque no en los de los Primitivos Flamencos tales como Jan van Eyck, quienes a menudo usaban el verdigrís normal.
El cardenillo tiene la curiosa propiedad en la pintura al óleo de ser inicialmente verde-azulado y luego cambiar a un tono más verdoso en el transcurso de aproximadamente un mes, alcanzando una tonalidad verde estable. El verdigrís cayó en desuso cuando los artistas comenzaron a optar por otros pigmentos verdes más estables que comenzaron a estar disponibles en el mercado.

## Aplicación en la integración paisajística
En diversos escritos sobre integración de edificaciones y equipamientos en un contexto rural se ha reflejado la conveniencia de que las ordenanzas y normativas homologuen materiales meteorizables o biocompatibles, es decir, que adquieran texturas y pátinas variables en función de la meteorología y la edad de la obra.
La herrumbre y el verdín, de colores cambiantes según la estación del año, pueden ir recubriendo un tejado metálico, adecuadamente tratado, sin perturbar su misión de cobertura.
En efecto, el color del entorno natural está en constante mutación, y una vía de adaptación preferible al camuflaje (elección de un color intermedio o abigarrado que permanece invariable) es la flotación cromática y textural que se consigue con las superficies meteorizables. Esta es una característica inherente a muchos de los materiales de la arquitectura popular (tapias y tejados), pero es posible incorporarla voluntariamente en el diseño metalúrgico o sintético de los nuevos materiales.
El cardenillo, así como otros metales oxidados o tratados (el acero corten, por ejemplo), presentan condiciones favorables para ello.